# Holz-Zentralblatt
Das Holz-Zentralblatt ist eine deutsche Fachzeitschrift, die im DRW-Verlag Weinbrenner in Leinfelden-Echterdingen erscheint. Sie hat derzeit eine Auflage von rund 10.000 Exemplaren und erscheint wöchentlich (IVW geprüft).

## Zielgruppe
Das Holz-Zentralblatt ist eine Fachzeitschrift für Unternehmer und Führungskräfte in der Forst- und Holzwirtschaft. Es berichtet über den Holzmarkt, über Maschinen und Werkzeuge der Holzbearbeitung, über Ergebnisse der Holzforschung, über Entwicklungen in der Holzverarbeitung – kurz: über alles, was in der Forst- und Holzwirtschaft wichtig ist.

## DRW-Verlag Weinbrenner
Karl Weinbrenner († 1940) legte 1874 mit dem „Centralblatt für den deutschen Holzhandel“ den ersten Baustein für ein heute international agierendes Medienhaus. Flaggschiff des Fachverlags ist das „Holz-Zentralblatt“. Das schwäbische Familienunternehmen wird heute von Claudia Weinbrenner-Seibt in vierter Generation geführt.

## Redakteure
- Bernd Amschl
- Jens Fischer
- Raphael Hunkemöller
- Jürgen Härer
- Michael Ißleib
- Karsten Koch
- Josef Krauhausen
- Markus A. Maesel
- Tarek Benjamin Jaumann

## Weblink
- www.holz-zentralblatt.de